# Автошлях Т 1010
Автошлях Т 1010 — автомобільний шлях територіального значення в Київській області. Проходить територією Рокитнянського та Білоцерківського району. Загальна довжина — 15,1 км.